# Липа (річка)
Ли́па (Гнила́ Ли́па) — річка в Україні, у межах Горохівського району Волинської області. Ліва притока Стиру (басейн Дніпра).

## Опис
Довжина 43 км, площа басейну 538 км². Долина трапецієподібна, завширшки до 5 км. Заплава заболочена, завширшки від 50 м до 2,5 км. Річище помірно звивисте, завширшки 5—8 м; його пересічна глибина 1,2 м. Похил річки 0,77 м/км. Споруджено ставки.

## Розташування
Липа бере початок на захід від села Квасів. Тече в межах Горохівської височини переважно на схід. Впадає до Стиру (в Хрінницьке водосховище) в селі Липа.
Притоки: Безіменка (ліва), Горохівка (права).
Над річкою розташоване смт Мар'янівка, а також гідрологічний заказник «Гнила Липа».